# بن 10: أومنيفرس

تم اختيار هذا الشعار من قبل ما اوف اكشن و كرتون نتورك

بن 10: أومنيفرس (بالإنجليزية: Ben 10: Omniverse) هو مسلسل تلفزيوني كرتوني أمريكي، وهو من إحدى إنتاجات استوديو كرتون نتورك ستوديوز، ومدته 22 دقيقة، ومسلسل بن 10: أومنيفرس عبارة عن مغامرات بن تنيسن مع شريكه رووك بلونكو الذيْن يحاربان أشرارًا وأعداءً يريدون السيطرة على الكون بكامله.

## معلومات عن المسلسل
هزيمة الأشرار مجرد جزء من هوايات البطل الخارق. ومع قليل من المساعدة من شريكه المبتدئ الجديد، يقوم بن باستكشاف الجانب الغريب في عالم الكائنات الفضائية وأعداء من الماضي الذين يبحثون عن الثأر، بينما يطارده صياد غامض! لقد عاد بن تنيسون من جديد وبجعبته عشرة كائنات فضائية جديدة وفرصة المزيد من المتعة أكثر من ذي قبل!

## الشخصيات

### الأبطال
- بن تنيسون : قد يكون بن أقوى بطل في المجرة، إلا أن الأومنيتركس الجديد الخاص به لا يمكن التنبؤ به أبداً.[2][3][4] هو دائم التطلع إلى أن يكون البطل الأوحد في المجرة، لكن للأسف الجد ماكس لديه خطط أخرى.
- رووك بلانكو: رووك، الشريك الجديد للبطل بن. يتميز بتقنية عالية ودرع تكنولوجي ويستطيع أن يقاوم نيران العدو والسنانير الملتهبة ويستطيع بتقنيته المتطورة التحول إلى أنواع مختلفة من الأسلحة.
- غوين تينيسن: تستطيع غوين بنت عم بن إنشاء الطاقة والتحكم بها. ولكن بعد أن قضت سنوات بإنقاذ العالم، قررت غوين الإبتعاد عن الأعمال البطولية والتوجه إلى الكلية.
- كيفن ليفن: قوى كيفن ليفين تسمح له بإستيعاب خصائص المواد الصلبة لتجعله قوة لا تقهر. قرر كيفين أن يأخذ بعض الوقت وينضم إلى غوين في الحرم الجامعي.
- ماكس تينيسن: ماكس تينيسن هو جد ومعلم بن وغوين. وهو يدرك حجم مسؤوليته الناتجة عن القوى الهائلة لحفيده ويساعده بكل طريقة.
- بن الصغير (11 سنة) : بن الصغير صبي استثنائي! فهو يتحول إلى كائنات فضائية مختلفة بفضل الأومنيتريكس، الجهاز السحري الشبيه بالساعة.
- أستر: في البداية كانت إحدى أعداء بن تنيسن وفيما بعد أصبحت من أقرب أصدقاء بن تنيسن وهي تحبه.

.
- أزمث: مخترع الأمنيتركس وهو دائماً يساعد في إصلاح أخطاء وأضرار الأومنيتركس.

### الأشرار
- فريق الدكتور سيكوبوس:

●كيبير الصياد: ألد أعداء بن، كيبير الصياد متتبع ماهر وشرير عتيد يفتخر بقدرته على الصبر، حيث يأخذ وقته في دراسة أهدافه حتى يجهدها بتصميمه.
●كلب كييبر: يرتدي كلب كيبير النيميتريكس وبها يتمكن من أن يصير واحدا من أشرس 10 كائنات مفترسة في المجرة. وكل واحد من هذه الكائنات المفترسة يقابله واحد من كائنات بن الفضائية!، ولكن في الأخير أصبح كلب كيفن.
●الدّكتور سيكوبوس: الدّكتور سيكوبوس قائد الفريق وهو كائن قشري ولكنه عبقري شرير، وهو من ابتكر النيميتريكس.
●مالوير: ألد أعداء بن وهو من سرق تصميم الأومنيتركس وعن طريقه اخترع الدكتور سيكوبوس النيميتركس.
●فلغاكس: ألد أعداء بن منذ الصغر، عاد فلغاكس مرة أخرى وهو الآن أشد قوة من الماضي.
●ترامبيبيولار: شبيه الفيل وهو عدو بن، لديه قوة هومنغوسور.
●سايفون: مساعد فلغاكس القديم وهو من ألد أعداء بن.
●إمبراطورية الأنكرشن: أعداء بن وشبيهة بالضفادع.
●الإمبراطور ميليوس: إمبراطور الأنكرشن، وهو يحب غزو الكواكب واحتلالها.
●أتيا: أميرة الأنكرشن وابنة ميليوس، وهي تكره أباها وتريد أن تصبح الإمبراطورة والاستيلاء على العرش.
●البيدو: شبيه بن كان مساعد ازمث فاصبح الد اعداء بن

## الفضائيّون

### فضائيّو الأومنيتريكس الجدد
- بلوكس: كائن فضائي مكون من عدة ألعاب من الليغو ويغير شكله بإستمرار. يستطيع مد وتقليص وبناء جسده لأي شكل تقريبا، درع، وعاء، ذراع طويلة للغاية أو حتى منجنيق.
- فيدباك: إنها ميزة يختص بها بن، حيث يمتلك فيدباك القدرة على امتصاص هجمات الطاقة وتحويلها إلى دفقة متفجرة. كما يستطيع استخدام الأطراف الشبيهة بالمقابس في أصابعه وجدائل شعره ليمتص بها الطاقة من خصومه.
- شوكسكواتش: شوكسكواتش المكهرب، إنه كائن فضائي يمتلك قوى هائلة. انه يولد كميات هائلة من الكهرباء التي يمكن اطلاقها على أعدائه من خلال ضربات الطاقة الصاعقة.
- غرافاتاك: إن غرافاتاك في الحقيقة كوكب صغير، حتى أن له مركز منصهر. وقوى الجاذبية التي يمتلكها ويستخدمها في صنع مجالات جاذبية يتمكن بها من زيادة أو تقليل مستوى جاذبية الآخرين، فيجعلهم بخفة الريشة أو في غاية الثقل وكأن وزنهم 100 طن!
- كيكينغ هوك: كيكينغ هوك ينحدر من عرق فضائي وهو شبيه بالصقر. إنه مقاتل شرس وقوي ويسدد ركلات مدمرة.
- كراشهوبر: ساقي كراشهوبر القويتان تتيحان له الانطلاق كالصاروخ. ولكن خطره الحقيقي في هبوطه القوي كالرعد. فهو يحطم أي شيء يحط فوقه.
- بول ويفيل: يستخدم بول ويفل كرة لزجة لجمع القمامة العشوائية. عندما يكون مستعد للهجوم، يقوم بركل كرة الحطام، لتنفجر عند الإصطدام. كلما كانت الكرة أكبر، كلما كان الإنفجار أقوى.
- أستروداكتل: جهاز أستروداكتل النفاث يعطيه سرعة فائقة وقدرة عالية على المناورة، سلاحه سياط الطاقة وتسبب لكمات موجعة.
- سنير اوو: سنير اوو يستطيع استعمال ضماداته القوية لمهاجمة الأعداء أو تغليفهم من مسافة بعيدة.
- اتو ميكس: قبضة هذا الفضائي قوية وهذا من اقوى فضائيين بن
- فرانشكستفيرك: هذا الفضائي ظهر في بن 10 وعاد وتحول اليه بن في الاومنيفيرس هذا الفضائي ظهر في حلقة وحش ماكس
- وامبير: فضائى يشبه الخفاش يطلق عين فتتحكم بالاخرين
- غوتروت: فضائي يطلق غازات سامه منومه أو قاتله
- بزشوك: فضائي يشبه ميغاوات
- ارتيكغيوانا: فضائي يطلق من فمه ليزر جليدي
- بيسكي داست: فضائي يشبه جينية صغيرة يسطيع اطلاق غبار منوم
- والكاتورت: فضائي يشبه سمكة قرش ولكن حجمه صغير
- تويبيك: فضائي لديه قدرة وجه المرعب
- بولفراغ: فضائي من فصيلة انكورشين قدراته لسان طويل

### فضائيّو الأومنيتريكس
- فورامز: فورارمز، وجهه مألوف ولكنه بشكل جديد. يمتاز بقوى قتالية هائلة، يستطيع القفز عالياً في الهواء واستخدام صفعته لتوليد هزة إرتجاجية قوية.
- دايموند هيد: يستمد دايموند هيد طاقته من البلور والماس. يستطيع إستيعاب هجمات الطاقة، وصنع السيوف والدروع البلورية والماسية، يستطيع أيضاً إطلاق شظايا الماس من يديه.
- هيت بلاست: يمكن تشبيه هيت بلاست بالنار المشتعلة، يستطيع إطلاق كرات النار من يديه، والطيران في الهواء على لوح ناري، وهو حصين من الهجومات الباردة والساخنة.
- كانون بولت: كانون بولت الذي لا يقهر. يمكنه الإلتفاف إلى كرة لا يمكن تدميرها، يمكنه الإرتداد وتوليد موجات إرتجاجية قوية أو الدوران وتوليد إعصار عنيف.
- ستينك فلاي: ستينك فلاي طائر بهلاواني رائع، يستطيع الصمود وحيداً في أية معركة، باستعمال أسلحته الطبيعية وهما ذيله الحاد وعيونه التي تطلق مادة لزجة.
- إكس إل آر ثمانية: إكس إل آر ثمانية هو أسرع كائن فضائي عند بن. يمتاز برودود أفعال بسرعة البرق وتصل سرعته إلى 500 ميل في الساعة.
- سبايدر مونكي: يستطيع سبايدرمونكي الإلتصاق بالجدران، قذف الشباك من ذيله، والقيام بحركات بهلوانية بارعة.
- هومنغوسور: عندما يتحول بن إلى هذا الكائن الفضائي الشبيه بالديناصور، يصبح عنده قوة هائلة، جلد كالدرع, والقدرة على النمو إلى 60 قدماً.
- أرمودريللو: هذا كائن فضائي شبيه بالحيوان المدرع وله جسد أصفر مصفح وخوذة ذات قرن. قدرته على الحفر لا تصدق ويمكنه أن يصنع زلازل بمجرد الضرب على الأرض.
- تيراسبين: تيراسبين هو كائن فضائي يشبه ساحفاة هائلة ويمكنه استخدام بنيته الداخلية والذيل الذي يشبه المروحة للطيران أو توليد هجوم هوائي كالإعصار.
- وترهازارد: وترهازارد يمكنه إطلاق المياه والتحكم بها، سلاحه الإنفجات المائية ويحمي نفسه بواسطة هيكل خارجي مصفح.
- راث: يمتلك راث مزيج من الحركات الشرسة ويتمتع بقوة هائلة وصبره قليل، لا ننصح أحد بالتحرش به.
- بيغ شيل: بيغ شيل يمكنه إختراق المواد الصلبة أو الإختفاء خلال الهجوم على أعدائه، سلاحه تنفس جليدي تقشعر لها الأبدان ولونه ازرق وله اربع اجنحة كبيرة لدرجة انه يلف جسمه بها.
- ديتو:ديتو يمكنه إستنساخ نفسه ليكون جيش قوي من الديتو واذا تباعدت النسخ عن بعضها لايعود بن تن الا طبيعته ولو نفذ رصيد الاومنيتركس
- ان ارجي: ان ارجي فضائى قوي جدا يرتدي درع اخضر قوي فيها فتحات كانافزة يطلق منها النار ونادرا ما يخرج من الدرع عندها يكون لونه برتقاليا ويطير

### فضائيّو النيميتريكس
- كرابدوزر: كرابدوزر هو أحد كائنات النيميتريكس والمثالي لمواجهة هيت بلاست كائن بن وذلك لأنه يقاوم النيران.
- باغليزارد: باغليزارد كائن من نيميتريكس، يفترس ستينك فلاي. كائن سريع جداً بمخالب حادة كالموسى ومقدرة على صنع سحب دخان للتمويه أو للهرب.
- سلاموورم: سلاموورم كائن من النيمتريكس، يفترس أرمودريللو. مسلح بأشواك حادة على ظهره والقدرة على حفر قنوات تحت الأرض في الصخر الصلد أو حتى في المعدن.
- موسيلاتور: موسيلايتور كائن من النمتريكس، يفترس كراشهوبر. حول جسده أكياس سمينة يتصيد بها فريسته.
- تيرورانشولا: تيرورانشولا كائن من النيمتريكس، يفترس بول ويفيل. يقضي على قوة كرات بول ويفيل اللزجة المتفجرة بإطلاق شباك من فمه.
- تيرانوبيد: تيرانوبيد كائن من النيمتريكس، يفترس هومنغوسور. كائن قوي جداً ذو أسنان حادة كالموسى ويمكنه إطلاق مادة شريطية حريرية من قرنه، ليلف فريسته في شرنقة.
- هايبنوتيك: هايبنوتيك هو نحلة ضخمة ويفترس بيغ شيل. هو فضائي شبح عنده القدرة على التنويم المغناطيسي بواسطة الدوامات الحمراء التي تصدر عند تحريك جناحه.
- أومنيفوراشيوس: أومنيفوراشيوس هو كائن أسطوري وهو يفترس الغالفانز.
- فايستوباس: فايستوباس هو فضائي يشبه الأخطبوط ومفترس برينستورم ويستطيع مد أذرعه.

## الأصوات العربية
- عبدو حكيم - بن تنيسون
- بيان أبو شقرا - آرجيت (الصوت الأول)
- حسان حمدان - رووك، كيفين، كوبر
- إيمان بيطار - غوين تنيسون
- سمير معلوف - ماكس تنيسون، ويل هارنغ، ثاندير بيغ (الصوت الأول)
- شربل أيوب
- رنا الرفاعي - بن الصغير (الصوت الأول)
- ميرنا الحسيني - بن الصغير (الصوت الثاني)
- إبراهيم ماضي
- ريتشارد ياني
- سامي ضاهر - آرجيت (الصوت الثاني)
- جورج دياب - ثاندير بيغ (الصوت الثاني)
- زينة ضاهر
- زياد منذر - آرجيت (الصوت الثالث)
- سيلفانا فلفلة

## وصلات خارجية
- بن 10: أومنيفرس على موقع IMDb (الإنجليزية)
- بن 10: أومنيفرس على موقع روتن توميتوز (الإنجليزية)
- بن 10: أومنيفرس على موقع ميوزك برينز (الإنجليزية)
- بن 10: أومنيفرس على موقع كينوبويسك (الروسية)
- بن 10: أومنيفرس على موقع ألو سيني (الفرنسية)
- بن 10: أومنيفرس على موقع قاعدة بيانات الفيلم (الإنجليزية)
- الموقع على كرتون نتورك بالعربية
- الصفحة الرسمية بالإنجليزية  على فيسبوك.